# Viero Migliorati
Viero Migliorati (Roma, 5 ottobre 1910 – 14 febbraio 1943) è stato un pittore e disegnatore italiano.

## Biografia
Figlio del pittore Angelo Elladio Migliorati di famiglia originaria di Perugia, e di Ida Ramadoro, fratello minore del pittore Adalberto Migliorati. Negli anni 1910-1912 la famiglia ritorna a Perugia per esigenze di lavoro. Iscrittosi all'Accademia di Belle Arti di Perugia, ne frequenta le lezioni saltuariamente e con scarso rendimento. Nel 1927 realizza un cartellone pubblicitario per l'amaro Lemmi. Ospite con il fratello a San Remo del sacerdote-pittore don Angelo Rescalli tra il 1927 ed il 1928, ne frequenta lo studio e stringe con lui una calorosa amicizia.  Negli anni 1928-1930 decora la sala del Fascio di Perugia e la chiesa di Ponte Pattoli. A Milano, negli anni 1928-1929, collabora con il fratello Adalberto e con Ciro Cancelli alle pitture della sede della Montecatini, poi si sposta nel 1930 a Carignano (Torino), dove, con il fratello, realizza le decorazioni del palazzo Provana del Sabbione, per conto dell'industriale laniero Lorenzo Valerio Bona, amico del letterato spezzino Ettore Cozzani, direttore della rivista «L'Eroica», che più volte ha ospitato nelle sue pagine le opere dei fratelli Migliorati. Nel 1931 partecipa alla Prima Mostra Giovanile d'arte del Gruppo Universitario Fascista ed alla II Mostra Sindacale d'Arte. Nel 1933 inizia la collaborazione con lo stabilimento tipografico Barabino & Graeve, per il quale realizza il manifesto per la città di Santa Margherita Ligure.
Nel 1934 si trasferisce a Milano. Realizza, tra l'altro (1936) il fregio per la Prima Mostra Laniera Biellese con i pittori Tino Aroldi e Berretta ed il manifesto per l'evento. L'anno successivo torna a Carignano per dipingere le Storie di San Francesco nella villa Provana del Sabbione. Per Cozzani, nel 1938, realizza la copertina del romanzo Ceriù. A Torino, tra il 1939 ed il 1940, esegue il ciclo delle Virtù Civili in una villa degli stessi Bona (villa Primosole), dove il fratello maggiore dipinge, contemporaneamente, il ciclo delle Leggende Alpine. Viero affresca successivamente la cupola e la volta della navata centrale della chiesa di Santo Stefano a Bassignana e quella di San Pietro in Vincoli ad Alba (1939-1941). Disegna inoltre alcuni bozzetti per vetrate (pubblicati nel 1943 dall'«Eroica»), la copertina per La piccola signora vestita di bianco di Enzo Grazzini, poi, nel 1941, le xilografie per Tersite di Vittorio Locchi. In questi anni, su invito di monsignor Natale Pregliasco, Viero riceve l'incarico di dipingere l'interno del santuario della Madonna del Deserto a Millesimo, compito portato poi a termine dal fratello. Muore a Milano nel 1943 sotto i bombardamenti, con la fidanzata Gina Gamberini. In occasione della morte Ettore Cozzani gli dedica un numero dell'Eroica.
La Fondazione Accademia di Belle Arti Pietro Vannucci di Perugia conserva alcune sue opere.
Rispetto al purismo neoquattrocentesco del fratello Adalberto, Viero si dimostra più incline a recepire influenze della pittura contemporanea, da Sironi  a Carrà, con uno stile semplificato ed una pittura intensa e a tratti quasi bozzettistica.